# Prostiboř
Prostiboř – wieś i gmina w Czechach, w powiecie Tachov, w kraju pilzneńskim. Według danych z dnia 1 stycznia 2013 liczyła 146 mieszkańców.